# NGC 4033
NGC 4033 is een elliptisch sterrenstelsel in het sterrenbeeld Raaf. Het hemelobject werd op 31 december 1785 ontdekt door de Duits-Britse astronoom William Herschel.

## Synoniemen
- ESO 572-42
- MCG -3-31-11
- PGC 37863